# David Barton (Autor)

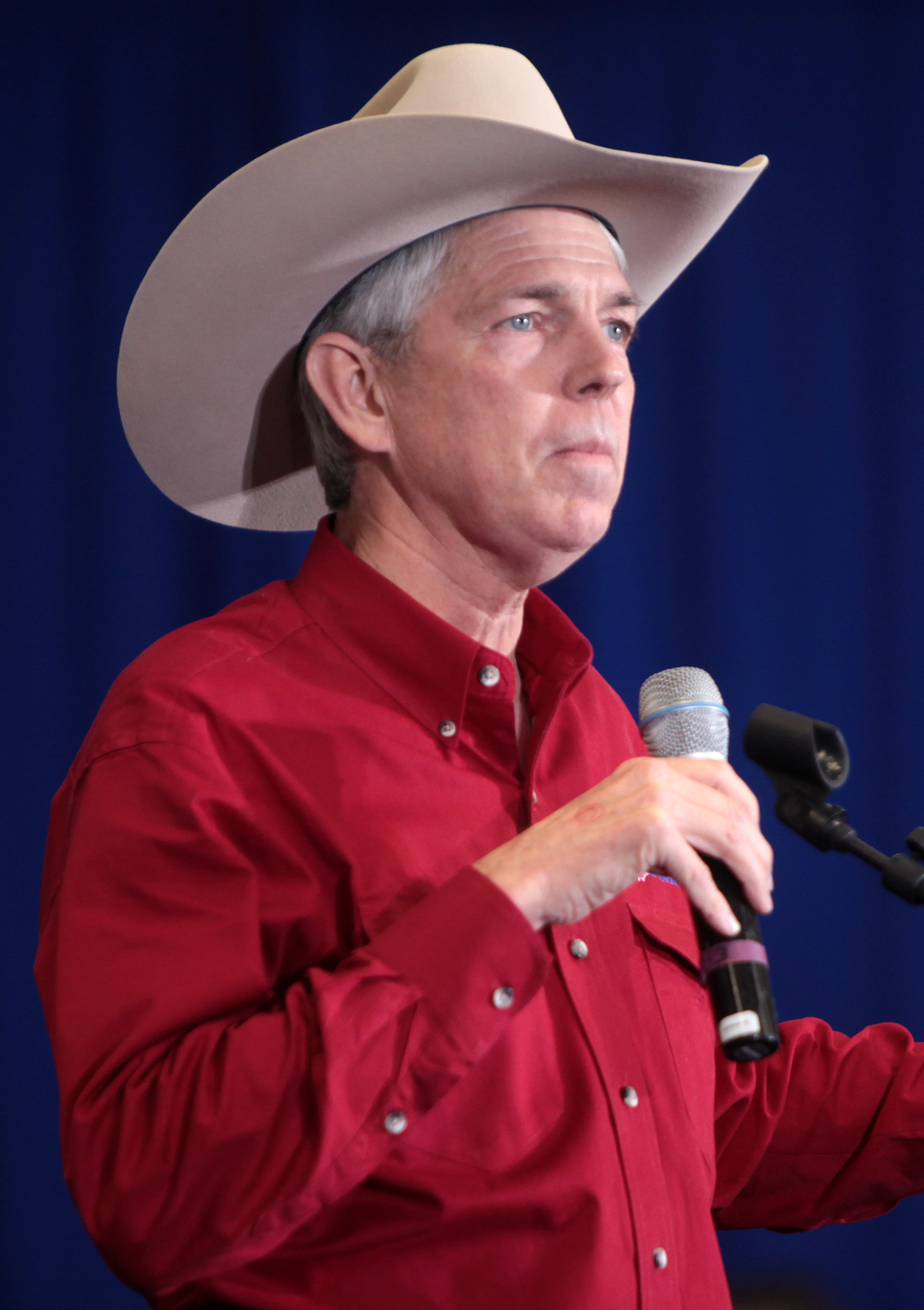
David Barton, 2016

David Barton (* 28. Januar 1954 in Austin, Texas) ist ein US-amerikanischer evangelikaler Prediger, Autor und politischer Aktivist aus Texas. Das Time Magazin rechnete ihn 2005 zu den 25 einflussreichsten Evangelikalen der USA. Er versteht sich als christlich-revisionistischer „Historiker“ und verfolgt die These, die USA seien von den Gründervätern als „christliche Nation“ begründet worden. Die Trennung von Kirche und Staat sei dagegen nicht im Sinne der Verfassung der Vereinigten Staaten. Barton verbreitet seine Ansichten vor allem durch die 1989 gemeinsam mit seiner Frau Cheryl gegründete Vereinigung „WallBuilders“, über die er Publikationen, Videos, CDs, Poster und verschiedene andere Produkte vertreibt. Er hat im Fahrwasser der amerikanischen Tea-Party-Bewegung viel Zuspruch von Vertretern der politischen Rechten der USA erfahren, etwa von Newt Gingrich, Mike Huckabee, Michele Bachmann oder Glenn Beck.

## Biografie
Nach dem Abschluss der Aledo High School in Aledo, einem Vorort von Fort Worth, studierte Barton an der christlichen Oral Roberts University in Tulsa, Oklahoma, und erwarb 1976 einen Bachelor of Arts in religiöser Erziehung. Anschließend arbeitete er als kirchlicher Jugendleiter und unterrichtete Mathematik und Naturwissenschaften, zuletzt als Direktor, an der privaten Aledo Christian School, die zum seinerzeit von Bartons Eltern, Pastor Grady und Rose Barton, begründeten Aledo Christian Center gehört. 1987 gründete er die Firma Specialty Research Associates, die Recherchen zur amerikanischen Geschichte anbieten.
Bartons wichtigste Organisation sind aber die ebenfalls in Aledo ansässigen „WallBuilders“, die sich zum Ziel gesetzt haben, die Öffentlichkeit in ihrem Sinne zu beeinflussen. Der Name bezieht sich auf das zweite Kapitel im Buch Nehemiah, in welchem vom Wiederaufbau der Mauern Jerusalems die Rede ist. Von Bartons Kritikern wird des Öfteren auf die Ironie verwiesen, dass Thomas Jeffersons Metapher von der Mauer, welche in den USA die Kirche vom Staat trennen müsse, gegenwärtig die wohl wirkmächtigste Doktrin der amerikanischen Verfassungslehre zum 1. Zusatzartikel zur Verfassung der Vereinigten Staaten ist. Barton argumentiert hingegen, Ziel der verfassungsmäßigen Trennung von Staat und Kirche sei der Schutz der Kirche vor dem Staat gewesen, nicht die Errichtung eines säkularen Staates. Die Trennung von Kirche und Staat sei ein „Mythos“. Die „WallBuilders“ verstehen sich als Dokumentationszentrum und Forschungseinrichtung, um Bartons These zu belegen und zu verbreiten, dessen Videos und Bücher auch über diese Plattform verkauft werden.
Barton, der zwischen 1997 und 2006 auch Vice-Chairman der texanischen Republikaner war, positioniert sich außerdem gegen Abtreibung und gleichgeschlechtliche Ehen bzw. gegen die Rechte von Homosexuellen, vertritt Kreationismus, zweifelt an der globalen Erwärmung und argumentiert, progressive Besteuerung, gesetzliche Mindestlöhne und gewerkschaftliche Organisation gehörten nicht zum Christentum. Während der umstrittenen Neufassung der texanischen Schulbücher, die ab 2007 im Sinne der religiösen Rechten überarbeitet wurden, fungierte er als Berater. Barton hat eine eigene landesweit ausgestrahlte Radiosendung, wurde 2004 vom Republican National Committee für den Präsidentschaftswahlkampf von George W. Bush engagiert, nahm 2010 an „Glenn Beck’s American Revival“-Tour durch die USA teil und gehört zum Lehrkörper von dessen webbasierter „Universität“. Als Repräsentant des „civil gospel“ der christlichen Rechten in den USA liefert Barton Politikern der amerikanischen christlichen Rechten eine Legitimation, warum die amerikanische Politik von christlichen Werten bestimmt sein sollte.
Besonderen Einfluss übt Barton als Hauptberater des National Council on Bible Curriculum in Public Schools aus, deren Unterrichtsmaterialien nach eigenen Angaben (2010) in 38 Bundesstaaten und 555 Schulbezirken Verwendung fanden. Auf diesem Weg konnte Barton mindestens 100.000 Schüler erreichen. Als einer der Berater des Texas State Board of Education arbeitete er 2009 am neuen Geschichtslehrplan mit. Dieser 2010 verabschiedete Lehrplan erregte landesweit als politisiert Aufsehen, weil die Schüler zur konservativen Wende der 1980er und 1990er Jahre mit Personen wie Phyllis Schlafly und Organisationen wie der Heritage Foundation und der National Rifle Association unterrichtet werden sollten, Persönlichkeiten der Bürgerrechtsbewegung wie César Chávez und Thurgood Marshall aber aus dem Unterrichtsstoff fallen sollten. Außerdem sollten die Geschichtlehrbücher die Spannungen zwischen einem christlichen Westen und einem islamischen Osten betonen.
Bartons frühe Unterstützung gilt als ein Grund für den überraschenden Wahlerfolg von Ted Cruz bei der Wahl zum Senat der Vereinigten Staaten 2012. Aktivisten der texanischen Tea-Party-Bewegung versuchten 2013, Barton zu einer Kandidatur gegen den Senator John Cornyn zu bewegen. Ende 2015 übernahm Barton die Leitung des Keep the Promise PAC. Dieser Super-PAC hatte bis September 2015 mindestens $ 38 Millionen an Spenden zur Unterstützung des texanischen Senators Ted Cruz gesammelt, der sich um die Kandidatur der Republikaner für die Präsidentschaftswahl in den Vereinigten Staaten 2016 bewarb.
Zwar tritt Barton als „Historiker“ auf – er behauptet, das Pensacola Christian College habe ihm die Ehrendoktorwürde eines „Doctor of Letters“ verliehen – doch werden seine Veröffentlichungen von Historikern und Verfassungsrechtlern scharf kritisiert. Dabei wurde Barton, der seine Thesen stets mit einer Fülle von angeblichen Originalzitaten zu belegen versucht, nicht nur vorgeworfen, dass er Bibel und amerikanische Verfassung losgelöst von ihrem politischen und historischen Kontext liest, sondern ihm wurden auch Fehler, einseitige Interpretationen, Manipulationen und Fälschungen von Quellen nachgewiesen. Bereits Mitte der 1990er Jahre sah sich Barton in dem Artikel "Unconfirmed Quotations" zu dem Eingeständnis veranlasst, dass sich elf der Zitate, die er in seinem Buch The Myth of Separation (1989) den Gründervätern zugeschrieben hatte, und die in der christlichen Rechten populär geworden waren, nicht in den Quellen verifizieren ließen.
In seinem Buch The Jefferson Lies (2012) versuchte Barton, den Gründervater Thomas Jefferson als christlich orientierten Staatsmann darzustellen. Eine Reihe christlich-konservativer Historiker kritisierte Bartons Arbeit als dekontextualisierend, vereinfachend, und unhaltbar.  Sein Verlag zog das Buch aus dem Handel zurück, weil man das Vertrauen in die Korrektheit der historischen Details verloren habe.

## Veröffentlichungen
- The Myth of Separation (1989)
- Bulletproof George Washington: An Account of God's Providential Care (2003)
- Celebrate Liberty!: Famous Patriotic Speeches & Sermons (2004)
- The Second Amendment: Preserving the Inalienable Right of Individual Self-Protection (2004)
- Setting the Record Straight: American History in Black & White (2004)
- The Role of Pastors and Christians in Civil Government (2004)
- Separation of Church & State: What the Founders Meant (2007)
- Original Intent: Courts, the Constitution, and Religion (2008)
- The Jefferson Lies: Exposing the Myths You've Always Believed about Thomas Jefferson (2012)